# Amos Adams Lawrence

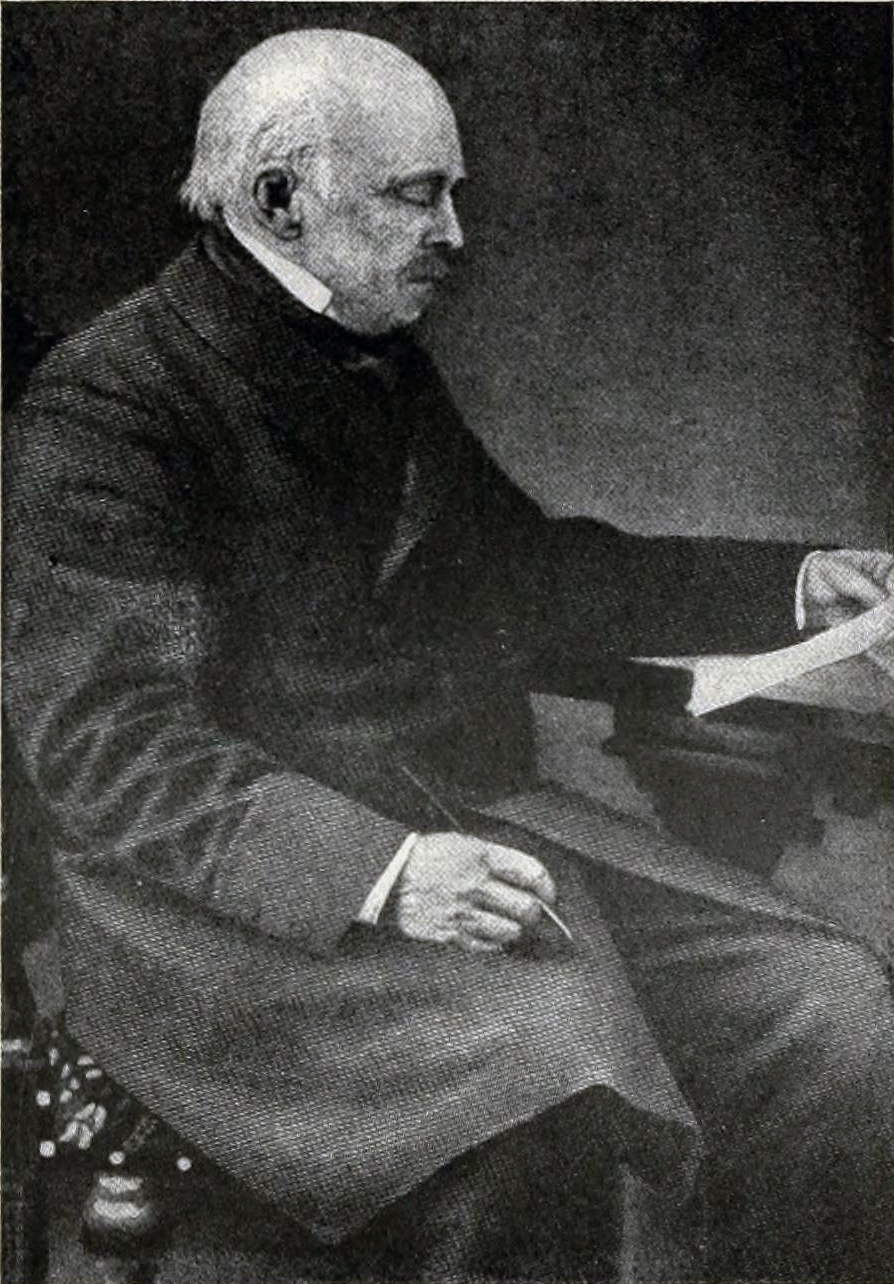

Amos Adams Lawrence (* 31. Juli 1814 in Groton, Middlesex County, Massachusetts; † 22. August 1886 in Nahant, Massachusetts) war ein Unternehmer im Textil-Sektor, Mäzen verschiedener Universitäten und Unterstützer des Abolitionismus. Die Stadt Lawrence im Bundesstaat Kansas ist nach ihm benannt. Sein Vater Amos Lawrence war als Unternehmer vor allem mit Textil-Mühlen reich geworden und hatte große Teile seines Vermögens an Universitäten gespendet. Der Onkel Abbott Lawrence hatte die Stadt Lawrence in Massachusetts gegründet.

## Unternehmer und Mäzen
Amos Adams Lawrence studierte bis 1835 an der Harvard University, war danach wie sein Vater in der Textilbranche in Lowell tätig und gründete 1837 sein eigenes Unternehmen in Boston. Im Laufe seiner Karriere hatte er zahlreiche Führungsposten in anderen Unternehmen inne. Er leitete eine Wohlfahrtsgesellschaft für junge Männer in Massachusetts, wo er auch ein Krankenhaus finanziell unterstützte. 1847 gründete er die Lawrence University in Wisconsin. Dies war der Beginn eines umfangreichen Engagements für Bildungseinrichtungen: In den folgenden Jahrzehnten finanzierte Lawrence die Gründung der University of Kansas und spendete unter anderem an die Harvard University, die Groton School, die Lawrence Academy und die Episcopal Divinity School. Letztere ist eine Schule der Episkopalkirche, deren Mitglied Amos Adams Lawrence war.

## Abolitionist
Lawrence war Schatzmeister der New England Emigrant Aid Company, die sklavereifeindliche Siedler im Kansas-Territorium ansiedelte, dort die Stadt Lawrence gründete und nach Amos Adams Lawrence benannte. Im Kansas-Territorium war der Abolitionist John Brown aktiv, den Amos Adams Lawrence unterstützte. Er lehnte die Gewalttaten Browns zwar ab, setzte sich aber nach der Gefangennahme Browns durch die US-Armee für einen ordentlichen Prozess für Brown ein. Lawrence unterstützte auch die Ansiedlung befreiter Sklaven im afrikanischen Liberia.